# Thelotrema dominicanum
Thelotrema dominicanum är en lavart som beskrevs av Hale 1974. Thelotrema dominicanum ingår i släktet Thelotrema och familjen Thelotremataceae.   Inga underarter finns listade i Catalogue of Life.